# Занадворовка
Занадворовка — село в Хасанском районе Приморского края, входит в Барабашское сельское поселение.

## География
Расположено на реке Амба, в месте впадения в неё реки Кедровки, на высоте 20 м над уровнем моря вблизи сопки Каюк. Долина, где расположено село, местные жители называют «Прощай, молодость».
Расстояние по дороге до райцентра, посёлка Славянка, составляет 68 км, до Владивостока — около 110 км.
Окружено территорией национального парка «Земля леопарда», режимный статус которого вызывает недовольство местного населения.

## История
Основано в 1887 году переселенцами из Иркутской губернии и центральных регионов России.
В послевоенные годы рядом с селом размещался 248-й Краснознамённый танковый полк и 319-й отд. ремонтно-восстановительный батальон 123-й гвардейской мотострелковой дивизии.

## Население
| 1884 | 1891 | 1897 | 1900 | 1902 | 1912 | 1913 |
| ---- | ---- | ---- | ---- | ---- | ---- | ---- |
| 52   | ↗93  | ↗177 | ↘141 | ↗149 | ↗157 | ↗168 |
| 1915 | 1926 | 2002 | 2005 | 2009 | 2010 |      |
| ↗197 | ↗248 | ↗942 | ↗964 | ↘895 | ↘789 |      |

По данным переписи 1926 года по Дальневосточному краю, в населённом пункте числилось 49 хозяйств и 248 жителей (138 мужчин и 110 женщин), из которых преобладающая национальность — украинцы (22 хозяйства).

## Транспорт
Через село проходит автомобильная трасса А189 Раздольное — Хасан.
Ближайшая железнодорожная станция Провалово находится в 9,5 км к востоку.